# Rain
«Rain» (укр. Дощ) — пісня The Beatles, вперше випущена 30 травня 1966 року в США та 10 червня 1966 року у Великій Британії на стороні Б синглу «Paperback Writer». Обидві композиції були записані під час сесійної роботи над сьомим студійним альбомом The Beatles Revolver, але не увійшли у фінальний реліз.
«Rain», цілком складена Джоном Ленноном (на обкладинці синглу традиційно зазначений авторський дует Леннон/Маккартні), вважається одним з найкращих бі-сайдів гурту — головним чином завдяки новаторським ефектам звукозапису: незвичайному звучанню ударних та фрагментам фонограми, пущеним у зворотний бік.
На підтримку синглу було знято три коротких музичних фільму, багато в чому передбачив естетику відеокліпу. Говорячи про ці та інші відео The Beatles середини 1960-х років в інтерв'ю для документального фільму The Beatles Anthology, Джордж Гаррісон помітив: «Загалом, я думаю, в якомусь сенсі ми винайшли MTV».